# Chiesa di San Trifone (Ravello)
La chiesa di San Trifone, conosciuta anche come chiesa di San Martino, è una chiesa ubicata a Ravello, nella frazione di Lacco.

## Storia
Tra il X e l'XI secolo, in una zona caratterizzata da terre coltivate e grotte, venne edificata dai benedettini l'abbazia di Maria Madre Santissima e San Trifone e San Biagio: il primo documento in cui essa viene citata risale al 1096; è inoltre probabile che il primo vescovo della diocesi di Ravello, Orso Papice, fosse un monaco o l'abbate dell'abbazia. La chiesa abbaziale fu costruita insieme al complesso o in un periodo immediatamente dopo, quando il monastero godeva di una certa agiatezza economica.
Nel 1438, a seguito della guerra tra Angioini e Aragonesi, il generale Angelo Calvi occupò l'abbazia: pur non subendo danni strutturali rilevanti, venne abbandonata dai monaci, cadendo in rovina; la chiesa fu quindi affidata nel 1455 agli abati commendatari. Da alcune visite pastorali si evince che nel 1577 sull'altare maggiore era il dipinto San Trifone con San Respicio e Santa Ninfa, spostato in cattedrale nel 1793, e che era presenta un altare dedicato alla Madonna dell'Arco e una cappella di patronato della famiglia De Rosa, poi riconvertita in sacrestia.
Nel 1612 nella navata centrale fu edificata la volta a botte, nel 1618 fu oggetto di furti e nel 1684 il portico esterno risultava già essere crollato. La chiesa venne restaurata nel XVIII secolo quando fu anche decorata in stile barocco: in questo periodo, precisamente dal 1776, iniziò a essere governata direttamente dalla cattedrale. Altri restauri si ebbero nel XIX secolo: in particolare venne aperto un nuovo ingresso in una zona meno impervia abbattendo l'abside centrale e fu spostato l'altare maggiore, trasferito sul lato opposto; nel 1804, con la chiusura della pericolante chiesa di San Martino, fu elevata a parrocchia fino al 1812. Tra il 1985 e il 1986 venne restaurato il campanile mentre tra il 2000 e il 2001 vennero eliminate le decorazioni barocche riportandola al suo aspetto romanico: fu inoltre ripristinato sia l'ingresso originario che l'orientamento dell'altare maggiore.

## Descrizione
La chiesa si trova sul crinale di un promontorio tra la valle del Dragone quella di Sambuco, poco fuori il centro di Ravello verso la frazione di Lacco; preceduta da un sagrato protetto da parapetti, la facciata è a capanna, realizzata con pietre disposte in modo irregolare a vista: al centro è posto l'unico portale d'ingresso sormontato da un finestrone rettangolare e i doppi spioventi sono delimitati da una fila di tegole in cotto.
Internamente è divisa in tre navate tramite pilastri in muratura collegati da archi a tutto sesto: la navata centrale presenta una volta a botte lunettata mentre le due laterali hanno cinque volte a crociera per lato. È invece assente il transetto: la parte terminale della navata centrale funge da presbiterio e l'altare maggiore è realizzato a ridosso del fondo della navata, un tempo absidato poi sostituito da una parete a seguito della chiusura dell'ingresso; le due navate laterali terminano ad abside a calotta. Nella chiesa sono visibili resti di affreschi: in particolare un affresco votivo sull'ultimo pilastro a sinistra e quello di una Madonna con Bambino nell'abside destra. Dalla navata sinistra di accede alla sacrestia: si tratta di un ambiente a pianta rettangolare terminante ad abside nella quale si apre una monofora.
Esternamente, sul lato sud, è il campanile; è a pianta quadrata e si innalza su tre livelli: il primo ha pareti cieche, il secondo ha una monofora su ogni lato e il terzo due monofore per lato mentre la sommità è a vela a doppio spiovente. 